# 第十二代葛拉夫頓公爵亨利·斐茲洛伊
第十二代格拉夫頓公爵亨利·奧立佛·查爾斯·菲茨羅伊（英語：Henry Oliver Charles FitzRoy, 12th Duke of Grafton；1978年4月6日—）是一名英格蘭貴族及音樂推廣人，也被稱作亨利·格拉夫頓（英語：Henry Grafton）。他在2011年4月7日繼承了祖父第十一代葛拉夫頓公爵休·斐茲洛伊的葛拉夫頓公爵爵位。他是英王查理二世的直系後裔。
公爵目前以位於薩福克郡尤斯頓的尤斯頓莊園為居所及辦公場所。

## 早年生活
亨利·菲茨羅伊是尤斯頓伯爵詹姆斯·菲茨羅伊與妻子克萊爾·克爾女勳爵的唯一一個兒子。他的先祖第一代葛拉夫頓公爵亨利·斐茲洛伊是英王查理二世與王室情婦克里夫蘭女公爵芭芭拉·帕門爾所生的私生子。格拉夫頓公爵家族與其他查理二世的非婚生後裔一樣均使用菲茨羅伊（FitzRoy；意為「國王之子」）為姓氏。
亨利·菲茨羅伊曾先後就讀於哈羅公學和愛丁堡大學，並在畢業後於皇家農業學院修讀了一年與房地產管理相關的研究所課程。

## 職業生涯

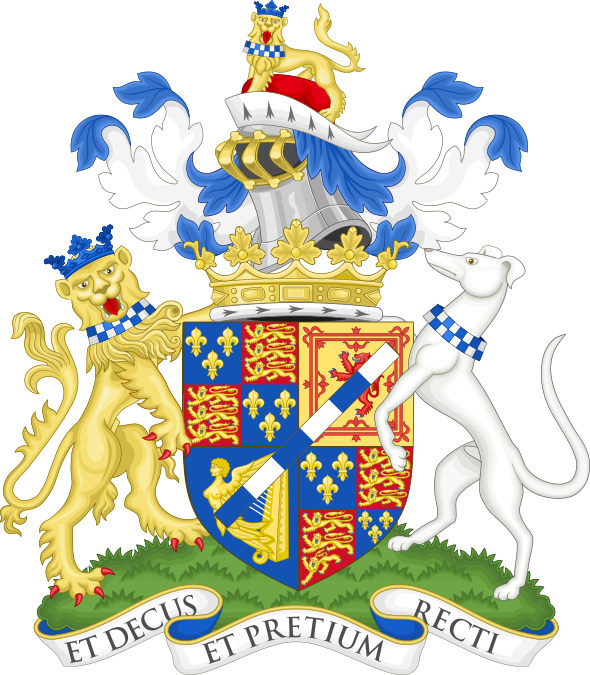
格拉夫頓公爵紋章。

2002年至2004年，時為伊普斯威治子爵的亨利前往美國從事音樂業務管理工作，並在田納西州納許維爾擔任電台主持。他在2005年到2006年間為滾石樂團在石破天驚巡迴演唱會期間擔任商品協調員。
他在2007年遷回倫敦，並於2009年因父親去世而定居於薩福克郡，協助家族管理面積達10,000英畝（40平方）的尤斯頓莊園。他在父親逝世後得以繼承尤斯頓伯爵頭銜，但他決定繼續以伊普斯威治子爵作為禮節性頭銜。
2011年4月7日，亨利的祖父第十一代格拉夫頓公爵休·菲茨羅伊逝世，並由亨利繼承格拉夫頓公爵爵位。公爵目前主要對外推廣現場音樂表演，並促進名下農場產業的現代化。

## 婚姻與子嗣

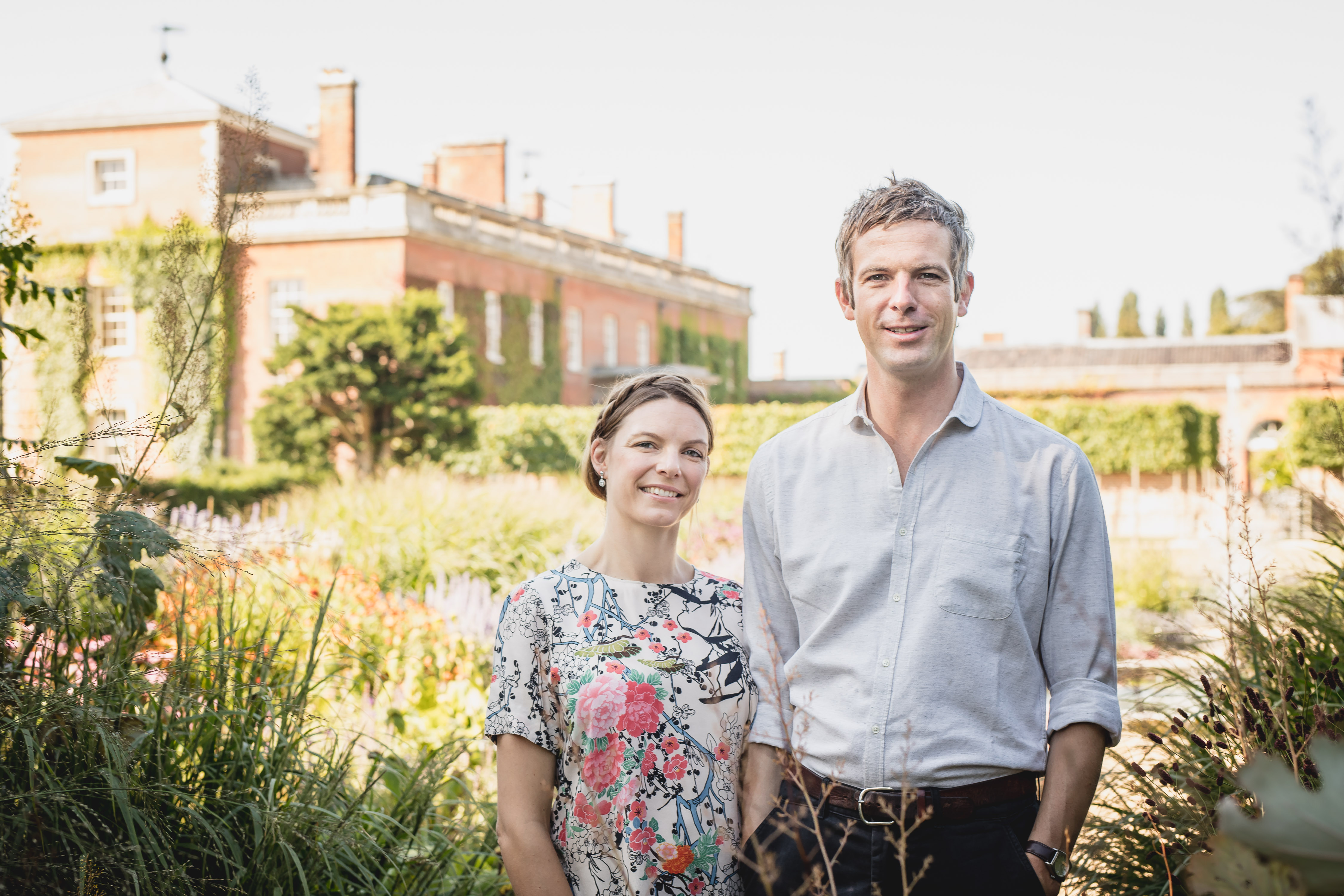
格拉夫頓公爵伉儷在尤斯頓莊園前合影。

2010年8月14日，當時仍是伊普斯威治子爵的亨利·菲茨羅伊與奧利維亞·瑪格麗特·斯萊登（Olivia Margaret Sladen）在格洛斯特郡斯諾希爾舉行婚禮。二人至今育有二子一女：
- 尤斯頓伯爵阿爾弗雷德·詹姆斯·查爾斯·菲茨羅伊（推定繼承人；2012年12月26日出生）
- 羅塞塔·克里斯蒂娜·克萊爾·菲茨羅伊女勳爵（2015年7月20日出生）
- 拉爾夫·西蒙·倫諾克斯·菲茨羅伊勳爵（2017年3月16日出生）